# Dubh Artach
Dubh Artach är en klippa i Storbritannien.   Den ligger i kommunen Argyll and Bute och riksdelen Skottland, i den nordvästra delen av landet, 700 km nordväst om huvudstaden London.
Terrängen runt Dubh Artach är varierad.  Det finns inga samhällen i närheten.